# 加里薩大學
加里萨大学 （英語：Garissa University College） 是肯尼亚加里萨的一所公立大学。

## 历史
加里萨大学成立于2011年，前身是加里萨教师培训学院.
学校图书馆建立于1996年，后来作为学院的教学资源，2006年补齐了人员配置。
它是肯尼亚东北省第一所也是唯一一所提供大学学位的高等教育机构。 The institution provides courses in the schools of education, information science, and arts and social sciences.
大学校长是Prof. Ahmed Warfa，副校长（财务）是Prof. Kirimi Kiriamiti，副校长（学术）是Prof. Genevieve Mwayuli。目前学校有75名教员。